# Športno društvo Berkovci
Športno društvo Berkovci, na kratko ŠD Berkovci (ŠDB) je slovensko športno rekreativno društvo s sedežem v naselju Berkovci, ki se nahaja v občini Križevci. Ustanovljeno je bilo 3. aprila 2004. Društvo sodeluje v različnih športih, organiziranih na lokalni ravni pod okriljem Športne zveze Križevci. Organizira športne prireditve na regionalni in lokalni ravni. Društvo domuje na športno rekreativnem centru Berkovci. 

## Zgodovina
Skupina krajanov je že kar nekaj časa aktivno sodelovala na različnih športnih področjih na lokalni ravni. Na njihovo pobudo, se je 3. aprila 2004, v prostorih gasilskega doma Berkovci, z namenom organiziranega delovanja na področju športa, ustanovilo Športno društvo Berkovci. Na začetku je bil največji poudarek na sekciji malega nogometa na travi. S časom pa so člani začeli delovati še v sekcijah pikada, namiznega tenisa in teka. 
Na zemljišču na koncu vasi je društvo začelo graditi in urejati športno rekreacijski center, ki ga je uradno otvorilo 20.avgusta 2006. 

### Vodstvo
- 2004-2008 Špindler Mitja
- 2008-2012 Kšela Anton
- 2012-2016 Kšela Anton
- 2016-2022 Suhač Mihael
- 2022-         Kapun Matej

## Sekcije

### Mali nogomet na travi
Ekipa že od začetka ustanovitve tekmuje v medobčinski ligi malega nogometa Križevci. Sodeluje v zimski ligi na odboj 3na3, ter se udeležuje različnih nogometnih turnirjev. 

#### Medobčinska liga malega nogometa Križevci
- 1. mesto: sezona 2008/2009, 2019/2020 (na polovici sezone odpovedano zaradi Covid-19), 2021/2022
- 2. mesto: sezona 2018/2019, 2020/2021, 2022/2023
- 3. mesto: sezona 2017/2018

##### Vidnejši člani skozi zgodovino
- Danijel Vrbnjak - župan občine Ormož
- Marjan Jaušovec
- Dejan Kurbus